# 周山城
周山城（しゅうざんじょう）は、京都府京都市右京区京北周山町（かつての丹波国桑田郡）にあった日本の城。明智光秀の築城で、明智光忠が入ったとされる。

## 概要
京都と若狭を結ぶ周山街道の中間地点に築かれ、標高480ｍの山頂部分を中心に八方向の支尾根に遺構が点在する。南北600ｍ、東西1300ｍに及ぶ大規模城郭であった。築城は安土城の築城開始から5年後であり、石垣造りで天守を抱く近世城郭の嚆矢の姿を継いだ。城郭は東の城と西の城に分かれ、特に東の城は中央最高部に天守を含む主郭を置き東西南北の四方の尾根に曲輪を連郭式に配置している。城郭からは周山街道、禁裏領山国荘、木材の運搬に使われる弓削川、大堰川(上桂川)の合流点が見える。

## 沿革

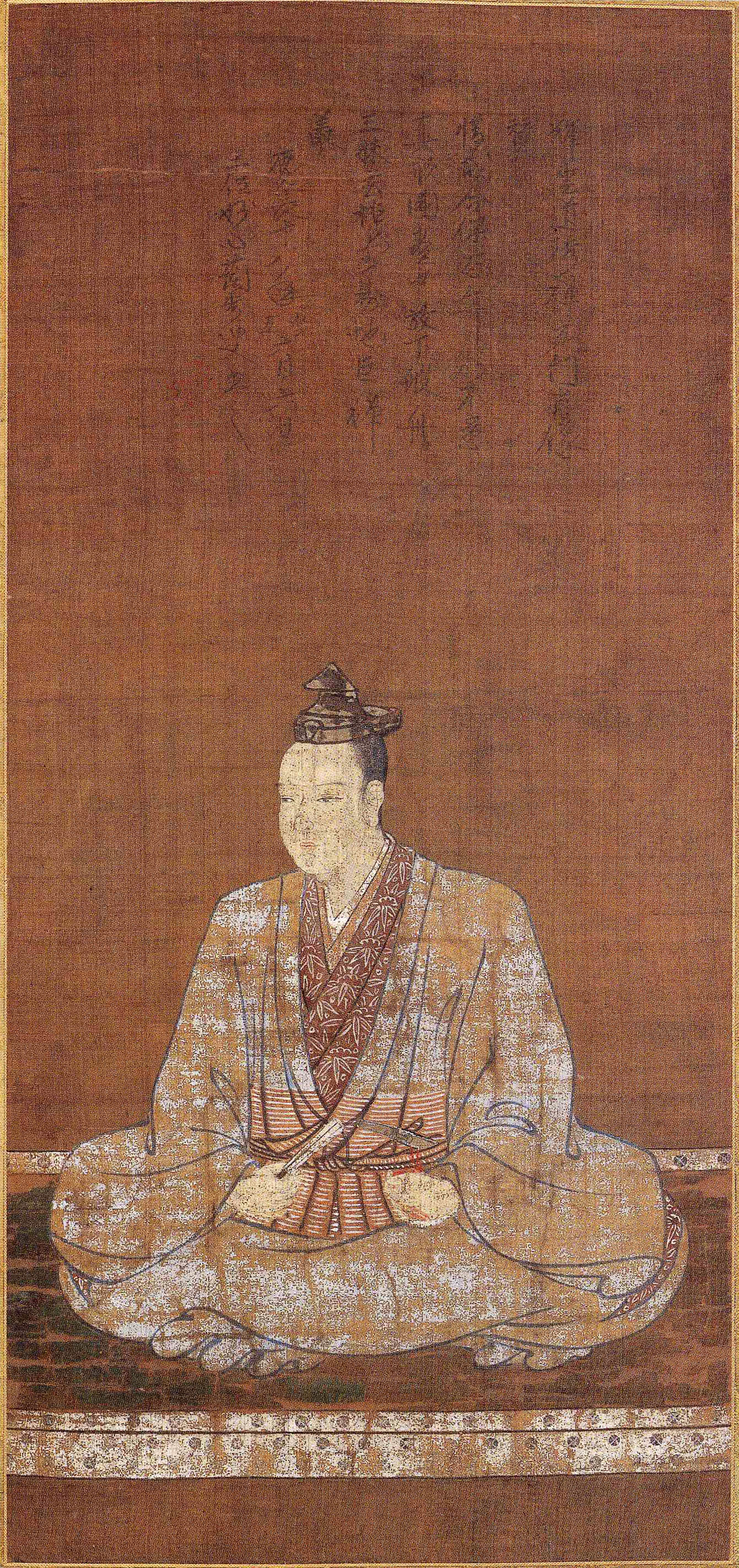
明智光秀

天正7年丹波を平定し近江滋賀郡に加え丹波一国を与えられた光秀は、丹波亀山城に続いて若狭から京都への交通の要衝であり、宇津頼重により禁裏領への違乱が長く行われていた東丹波統治の拠点として周山城を築城した。
築城年は根拠不明であるが地元の地誌『丹波誌』によると天正8年（1580年）とする。
城主には明智光忠が入ったとされる。
天正9年（1581年）8月には光秀が津田宗及を招き月見をした記録が『津田宗及茶湯日記』に記されており、城下の慈眼寺には善政を敷いたとの伝えと共に光秀の木像が遺っている。
しかし築城からわずか1年後の天正10年（1582年）、光秀は本能寺の変により信長を討つも、まもなく豊臣秀吉に討たれ、山崎の戦いの功により加藤光泰が入城する事となる。
その後、天正12年（1584年）に秀吉が周山城を訪れた記録が『兼見卿記』に記されているもののその後の記録はなく、破城されたものと思われるが廃城年について正確にはわかっていない。
周山という地名について、光秀が自らを周の武王になぞらえて、周山と命名し、それは､信長に代わって天下人になりたいという願望を示したものだとされる。それが光秀謀反の要因の一つとされることもあるが、周山という地名はそれ以前からあるので誤りである。

## 遺構

### 城郭
現在は全域が民有地になっており主郭一部以外は杉が植林されているが、台風による倒木が多くみられ保存状態の悪化が心配される。

#### 東の城
東の城は天守台を含む総石垣の本丸を中心に8方向に伸びる支尾根全てに郭が築かれており、東西約800ｍ、南北約700ｍの規模がある。現在の主郭付近は破城の際に崩された、石垣であったとみられる石材が随所に点在しているが、城郭が大規模で破壊しきれていない石垣が一部残っているほか、井戸跡や天守台跡も確認できる。

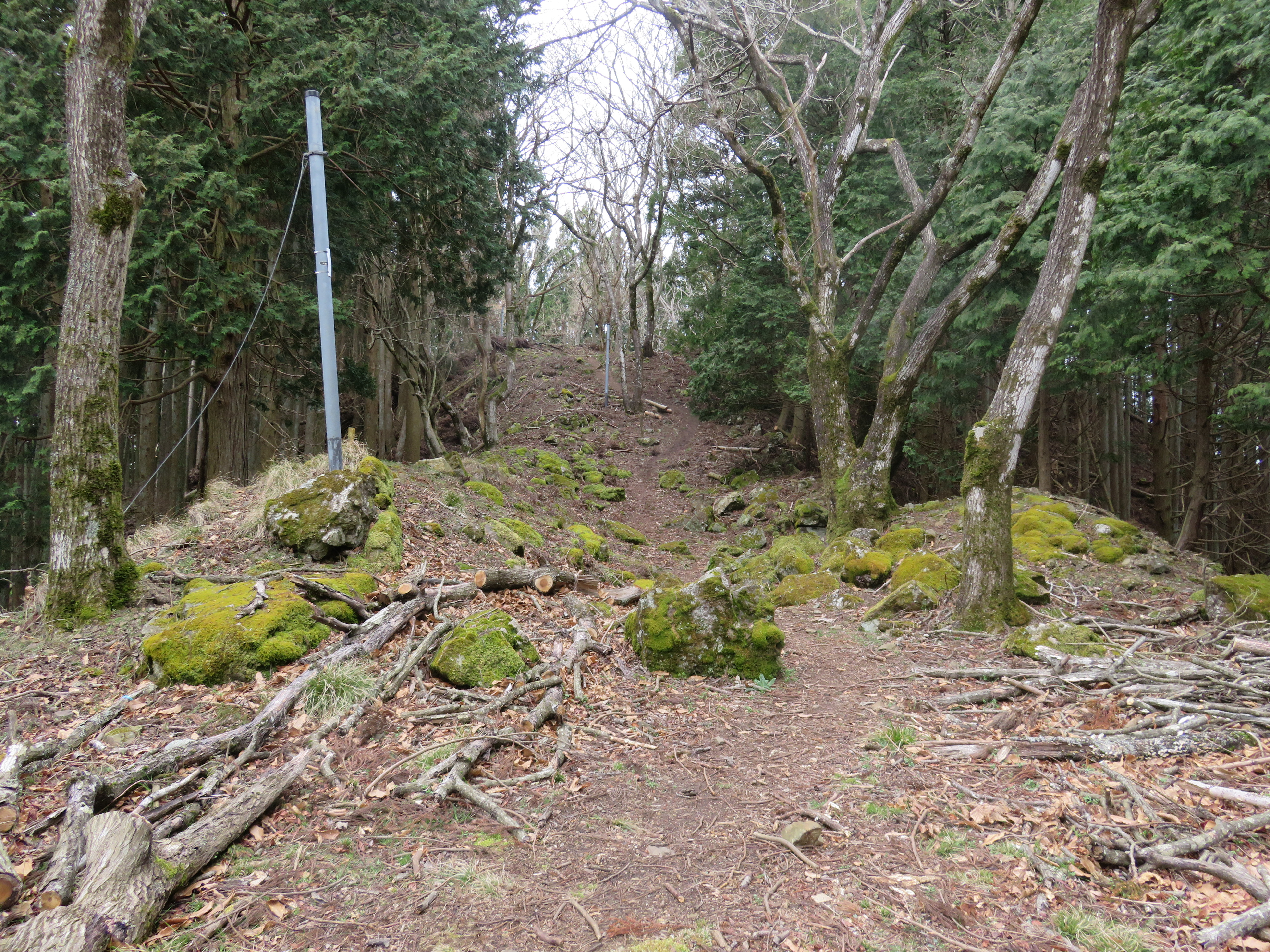
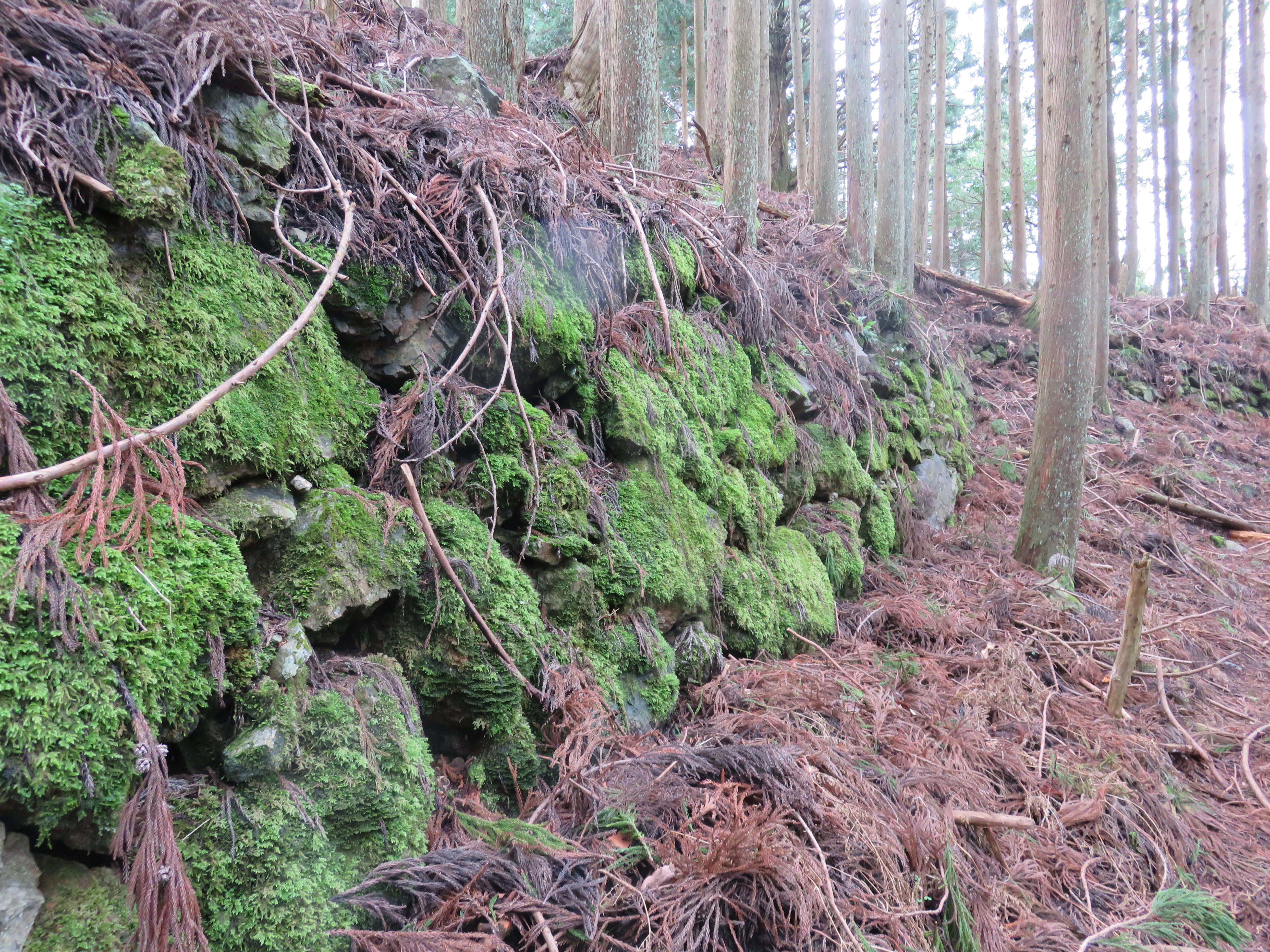
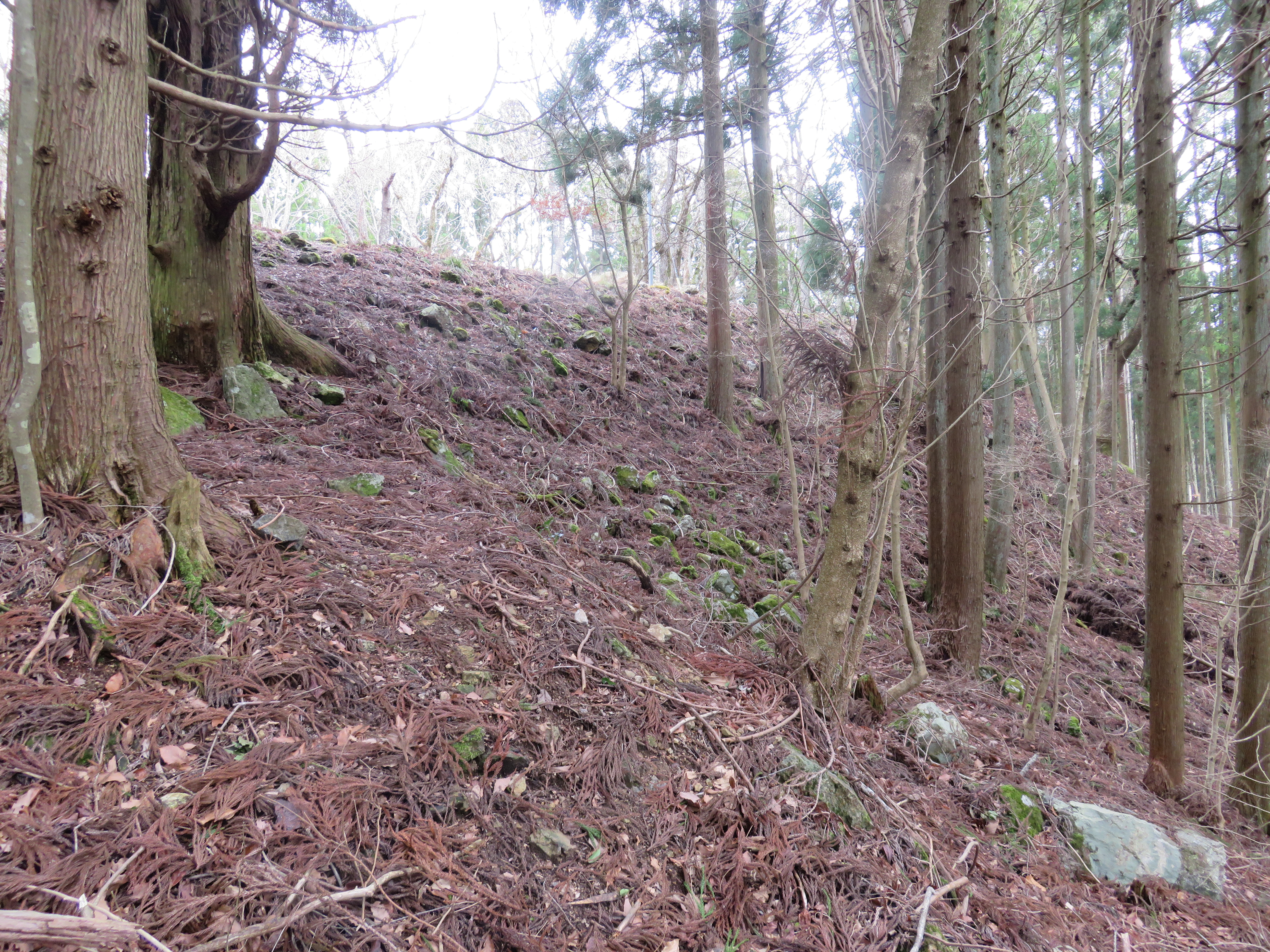
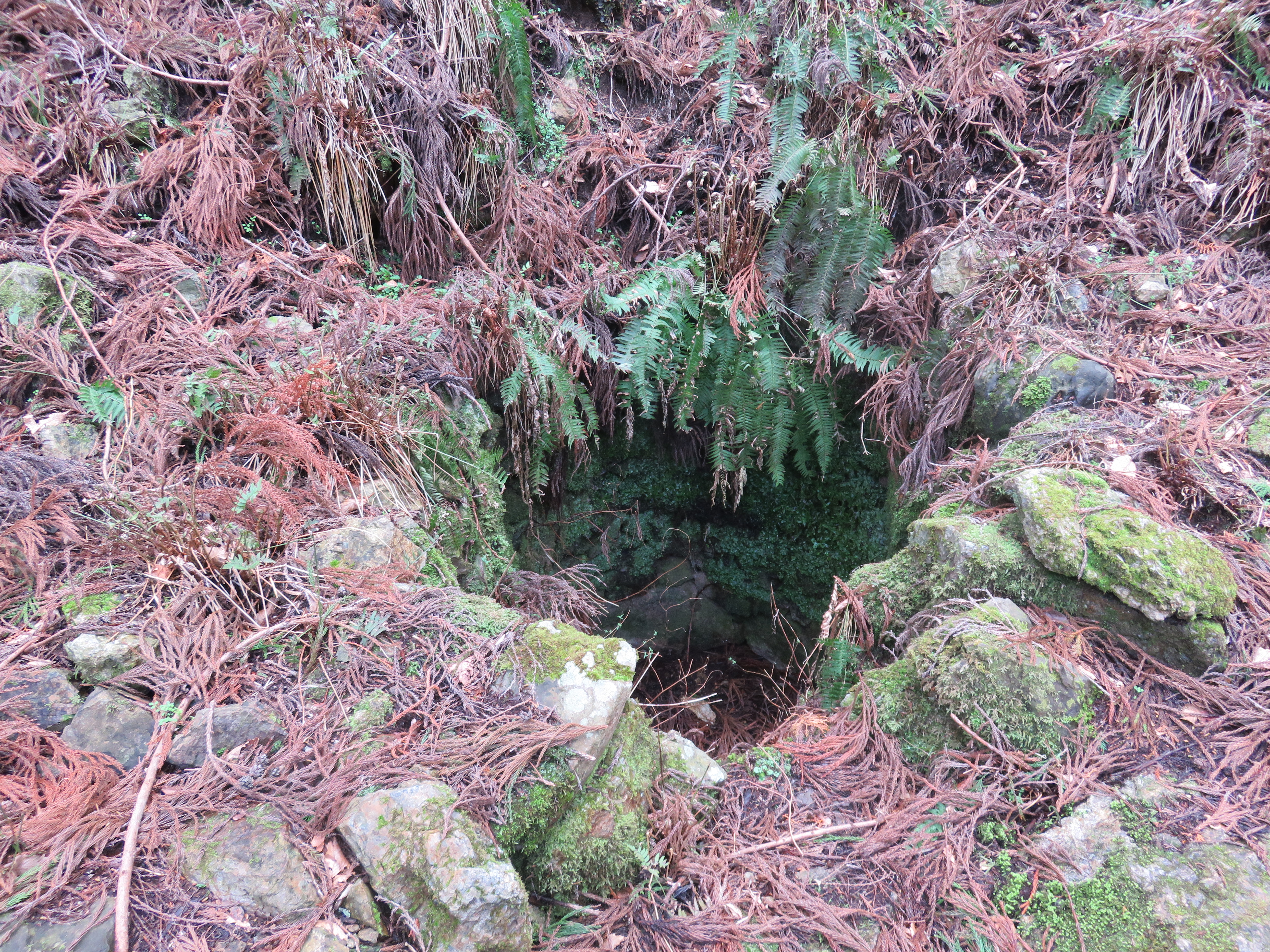
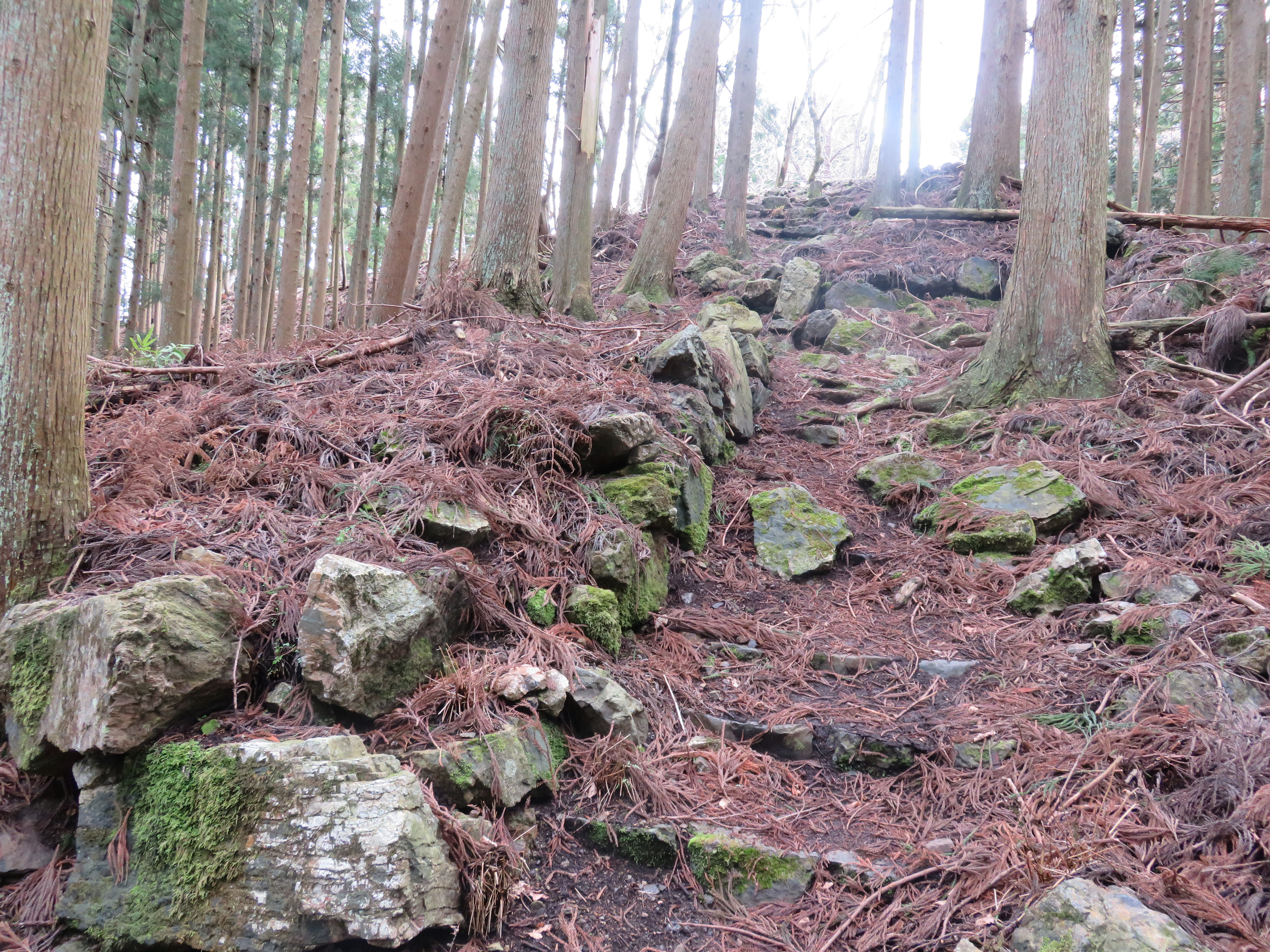
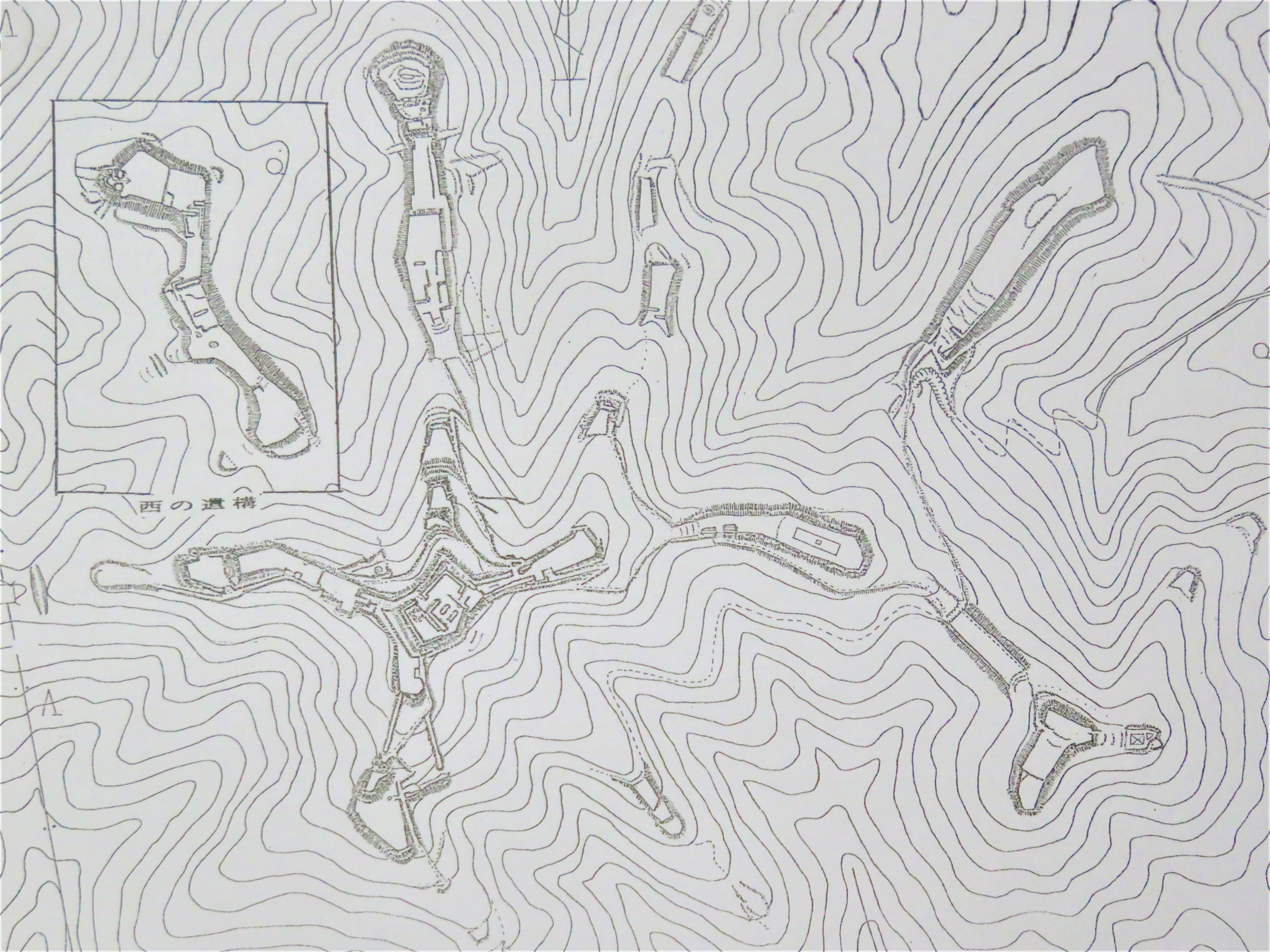

#### 西の城
西の城は尾根上を平らにし、東の城との間に深さ7ｍの堀切を2本設け、さらに土塁によって守られていた土の城で東西約230ｍ、南北140ｍの規模であった。

## アクセス

### バス
- 西日本JRバス京北線周山下車徒歩40分。

### 自家用車
- 天神川通りを北上→国道162号線を北上→ウッディー京北→慈眼寺から徒歩40分。
- 慈眼寺南側に篠山藩周山代官所跡が駐車可能。